# Развој рекорда европских првенстава у атлетици на отвореном - 200 метара за жене
Ово је преглед рекорда европских првенстава на отвореном трке на 200 м за жене. Резултати су дати у секундама.

## Рекорди европских првенстава трке на 200 метара за жене на отвореном
Закључно са ЕП 2014. у Цириху ратификована су 12 рекорда од стране ЕАА (European Athletic Association).
|     | Резултат | Ветар (м/с) | Атлетичарка           | Дат. рођ.           | Држава          | Место                     | Ниво   | Датум               |
| --- | -------- | ----------- | --------------------- | ------------------- | --------------- | ------------------------- | ------ | ------------------- |
| 1.  | 24,2     |             | Станислава Валасјевич | 3. април 1911.      | Пољска          | Беч, Аустрија             | квал.  | 18. септембар 1938. |
| 2.  | 23,8     |             | Станислава Валасјевич | 3. април 1911.      | Пољска          | Беч, Аустрија             | фин.   | 18. септембар 1938. |
| 2.  | 23,8     | 1,3         | Валентина Масловска   | 26. април 1918.     | Совјетски Савез | Београд, Југославија      | квал.  | 14. септембар 1962. |
| 2.  | 23,8     | 0,0         | Барбара Собота        | 4. децембар 1935.   | Пољска          | Београд, Југославија      | полуф. | 14. септембар 1962. |
| 5.  | 23,6     | 0,0         | Јута Хајне            | 16. септембар 1940. | Немачка         | Београд, Југославија      | полуф. | 14. септембар 1962. |
| 6.  | 23,5     | 1,7         | Јута Хајне            | 16. септембар 1940. | Немачка         | Београд, Југославија      | фин.   | 15. септембар 1962. |
| 7.  | 23,1     | 0,0         | Irena Kirszenstein    | 24. мај 1946.       | Пољска          | Будимпешта, Мађарска      | фин.   | 7. септембар 1966.  |
| 8.  | 22,7*    | 0,0         | Ренате Штехер         | 12. мај 1950.       | Источна Немачка | Хелсинки, Финска          | фин.   | 13. август 1971.    |
| 8.  | 22,71    | 0,0         | Ренате Штехер         | 12. мај 1950.       | Источна Немачка | Хелсинки, Финска          | фин.   | 13. август 1971.    |
| 10. | 22,51    | -2,8        | Ирена Шевињска        | 24. мај 1946.       | Пољска          | Рим, Италија              | фин.   | 6. септембар 1974.  |
| 11. | 22,04    | 0,9         | Bärbel Wöckel         | 21. мај 1955.       | Источна Немачка | Атина, Грчка              | фин.   | 9. септембар 1982.  |
| 12. | 10,98    | 1,2         | Хајке Дрекслер        | 16. децембар 1964.  | Западна Немачка | Штутгарт, Западна Немачка | полуф. | 29. август 1986.    |